# Wojciech Tochman
Wojciech Łukasz Tochman (* 12. dubna 1969, Krakov) je polský televizní moderátor, novinář a také spisovatel. Je představitelem polské reportáže.

## Život a dílo
Reportáže začal psát již na střední škole. V období 1990–2004 pracoval pro polský deník Gazeta Wyborcza. V letech 1996–2002 uváděl na polském televizním kanále TVP1 program o nezvěstných lidech - "Ktokolwiek widział, ktokolwiek wie". V souvislosti s tím založil v roce 1999 nadaci Fundacja ITAKA, která těmto lidem a jejich rodinám pomáhá. V roce 2009 spoluzaložil Instytut Reportażu.

### České a slovenské překlady z polštiny
- Pánbůh zaplať (orig. 'Bóg zapłać'). 1. vyd. Praha: Dokořán: Máj, 2013. 213 S. Překlad: Barbora Gregorová
- Akoby si kameň jedla (orig. 'Jakbyś kamień jadła'). 1. vyd. Bratislava: Absynt, 2015. 107 S. Překlad: Slavomír Bachura
- Jako bys jedla kámen (orig. 'Jakbyś kamień jadła'). Žilina: Absynt, 2017. 117 S. Překlad: Lenka Kuhar Daňhelová